# Friederike Koch von Langentreu
Friederike Koch von Langentreu, OSB Cäcilia (* 1. Januar 1866 in Conegliano; † 28. September 1941 in Säben bei Klausen), war eine österreichische Malerin, Grafikerin und Keramikerin.

## Leben
Friederike Koch von Langentreu war eine Tochter des Generals Franz Koch von Langentreu und dessen Ehefrau Friederike Koch von Langentreu († 1918), geb. von Fabris. Sie hatte eine Schwester. Der Komponist Josef Koch von Langentreu (1833–1905) und der Postbeamte Adolf Koch von Langentreu (1829–1920), Ehrenpräsident der Gesellschaft der Musikfreunde in Wien, waren ihre Onkel.
Sie besuchte von 1884 bis 1888 die k. k. Kunstgewerbeschule in Graz, wo sie eine Schülerin des Bildhauers Karl Pekary (1848–1896) und des Malers und Keramikers Johann Lepuschütz (1838–1903) war. Danach setzte sie ihre Studien bei dem Maler Ghega R. von Mocz in Tyrnau (Trnava) fort. Von 1891 bis 1899 studierte sie an der Münchner Damenakademie, wo Ludwig von Herterich, Wilhelm Dürr der Jüngere und Ludwig Schmid-Reutte zu ihren Lehrern gehörten. Ihre grafische Ausbildung erhielt sie bei Ernst Neumann in München. Nach einem Italienaufenthalt 1898 studierte sie 1899/1900 an der Académie Colarossi in Paris und nahm Privatunterricht bei Lucien Simon. Andere Studienreisen führten sie nach Holland.
Friederike Koch gehörte dem Steiermärkischen Kunstverein, der Wiener Secession, der Vereinigung bildender Künstlerinnen Österreichs, dem Österreichischen Künstlerbund und dem Münchner Kunstverein an. 1890 debütierte sie im Wiener Künstlerhaus mit einem Genrebild und 1901 nahm sie zum ersten Mal an einer Ausstellung in der Münchner Sezession teil, wo sie impressionistische Ansichten aus Paris und München präsentierte. Im gleichen Jahr begann sie regelmäßig die Ausstellungen des Steiermärkischen Kunstvereins in Graz zu beschicken. 
Friederike Koch unterhielt in den Jahren um 1914 eine private Malschule in Graz. Zu ihren Schülerinnen gehörte Anny Dollschein. Bei einer Sonder- und Schulausstellung 1917 beim Steiermärkischen Kunstverein wurden neben Kochs eigenen Werken auch Arbeiten von 22 Schülern gezeigt.
1921 wurde sie für ein Porträt ihrer Mutter mit der goldenen Staatsmedaille ausgezeichnet. 1922 erhielt sie den Staatspreis für ihre Gesamtleistung.
1926 trat Friederike Koch in die Benediktinerinnenabtei Säben in Südtirol ein, wo sie 1929 das Ordensgelübde ablegte und 1941 starb.

## Werk
Friederike Koch malte Porträts, Genrebilder, Landschaften und Blumenstücke in Öl, Gouache und Tusche. In ihren Werken drücken sich Gefühle und Stimmungen aus. Charakteristisch für ihre Arbeiten ist auch die durch breite Pinselstriche aufgetragene Farbe, wodurch sich dem Betrachter erst aus der Ferne ein vollständiges Bild erschließt. Während ihre Stadtansichten noch an den Impressionismus angelehnt sind, tendiert ihr Spätwerk zu betonten Konturen, ausgeprägterer Stilisierung und Verselbständigung von Form und Farbe.
Als Grafikerin schuf Friederike Koch Zink-Radierungen und Holzschnitte mit Landschaften und Porträtköpfen. Auch Pastell-, Rötel-, Kohle- und Federzeichnungen sind nachweisbar. Außerdem gehören keramische Arbeiten zu ihrem Gesamtwerk.
Die Neue Galerie Graz hält eine Reihe ihrer Werke.

## Werke (Auswahl)

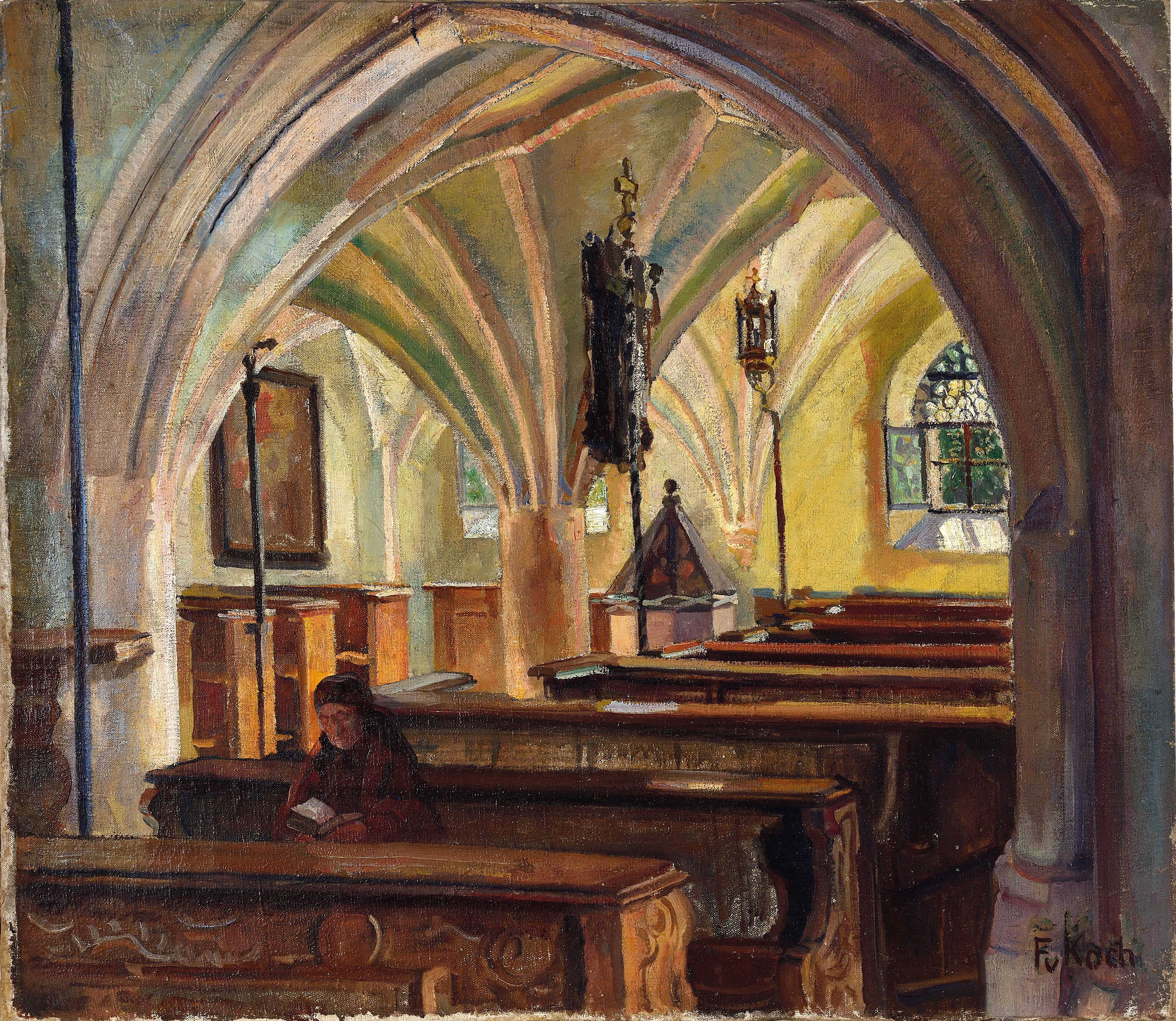
Ölbild Stilles Gebet

- Lesende Dame in Weiß, 1900, Öl auf Leinwand, 43,5 × 50 cm, Neue Galerie Graz
- Rückenakt, 1900, Leinwand, 96,5 × 61 cm, Neue Galerie Graz
- Die Genesende, um 1900, Öl auf Leinwand, 96 × 76,5 cm, Signatur rechts unten „F v. Koch“, Neue Galerie Graz
- Porträt der Mutter der Künstlerin, um 1900, Leinwand, 77 × 95,5 cm, Neue Galerie Graz
- Birkenallee, Öl auf Leinwand, 64 × 48 cm, 1904, Signatur links unten „F v. Koch 04“, Srna Fine Arts
- Madonna mit dem geneigten Haupte, 1914[8]
- Aus einem steirischen Schlößlein, um 1920, Leinwand, 55 × 45 cm, Neue Galerie Graz
- Abendmahlheiland, 1924, Stiegenkirche, Graz
- Die Lieblingshenne, um 1925, Leinwand, 70 × 73 cm, Neue Galerie Graz
- Abend an der Adria, Leinwand, 64 × 73,3 cm, Neue Galerie Graz
- Alte Frau mit Kind, Leinwand, 81 × 70 cm, Neue Galerie Graz
- Am Strande, Karton, 26,6 × 34,3 cm, Neue Galerie Graz
- Boote im Hafen, Leinwand, 50,4 × 61,2 cm, Neue Galerie Graz
- Porträt Professor Mathes, Leinwand, 65 × 79 cm, Neue Galerie Graz
- Schneebedeckte Häuser am Grazer Schloßbergplatz, Leinwand, 75,8 × 65 cm, Neue Galerie Graz
- Zwei Frauen in einer Gartenlaube lesend, Leinwand, 106 × 124,5 cm, Neue Galerie Graz
- Stilles Gebet, Signatur rechts unten „F v Koch“, Öl auf Leinwand, 70 × 80 cm

## Ausstellungen (Auswahl)
- 1890: Wiener Künstlerhaus
- 1901, 1903–1907, 1909–1912, 1914, 1917, 1918: Steiermärkischer Kunstverein
- 1901, 1912, 1914: Münchner Sezession
- 1903: Münchner Kunstverein
- 1906: Vereinigung Bildender Künstler Steiermarks
- 1907: Wiener Sezession
- 1911: Münchener Glaspalast
- 2020: Ladies First! Künstlerinnen in und aus der Steiermark 1850–1950, Neue Galerie Graz (mit Katalog).